# Estação Shchiolkovskaia
Shchiolkovskaia (em russo:  Щёлковская) é uma estação terminal da linha Arbatsko-Pokrovskaia (Linha 3) do Metro de Moscovo, na Rússia. Estação «Shchiolkovskaia» está localizada após a estação «Pervomaiskaia».